# Turismo na Islândia

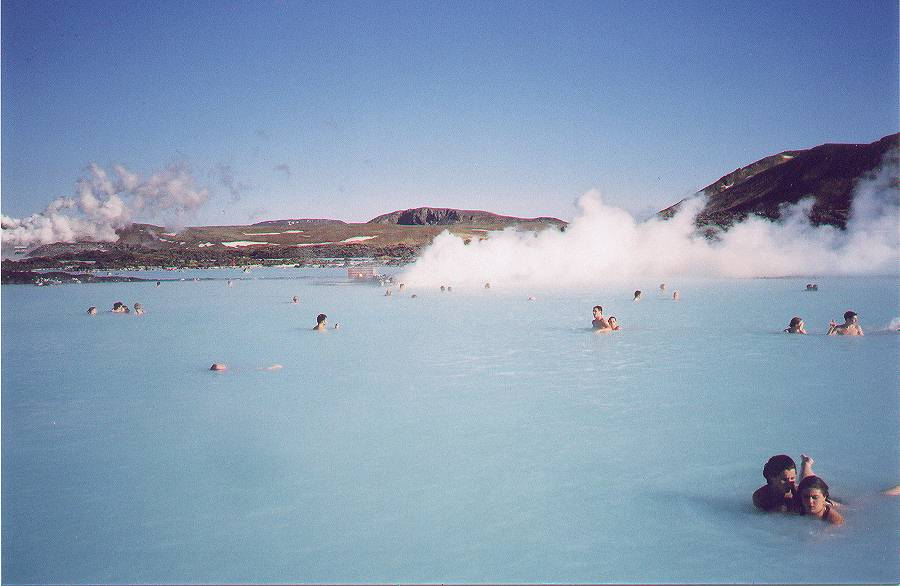
A Lagoa Azul

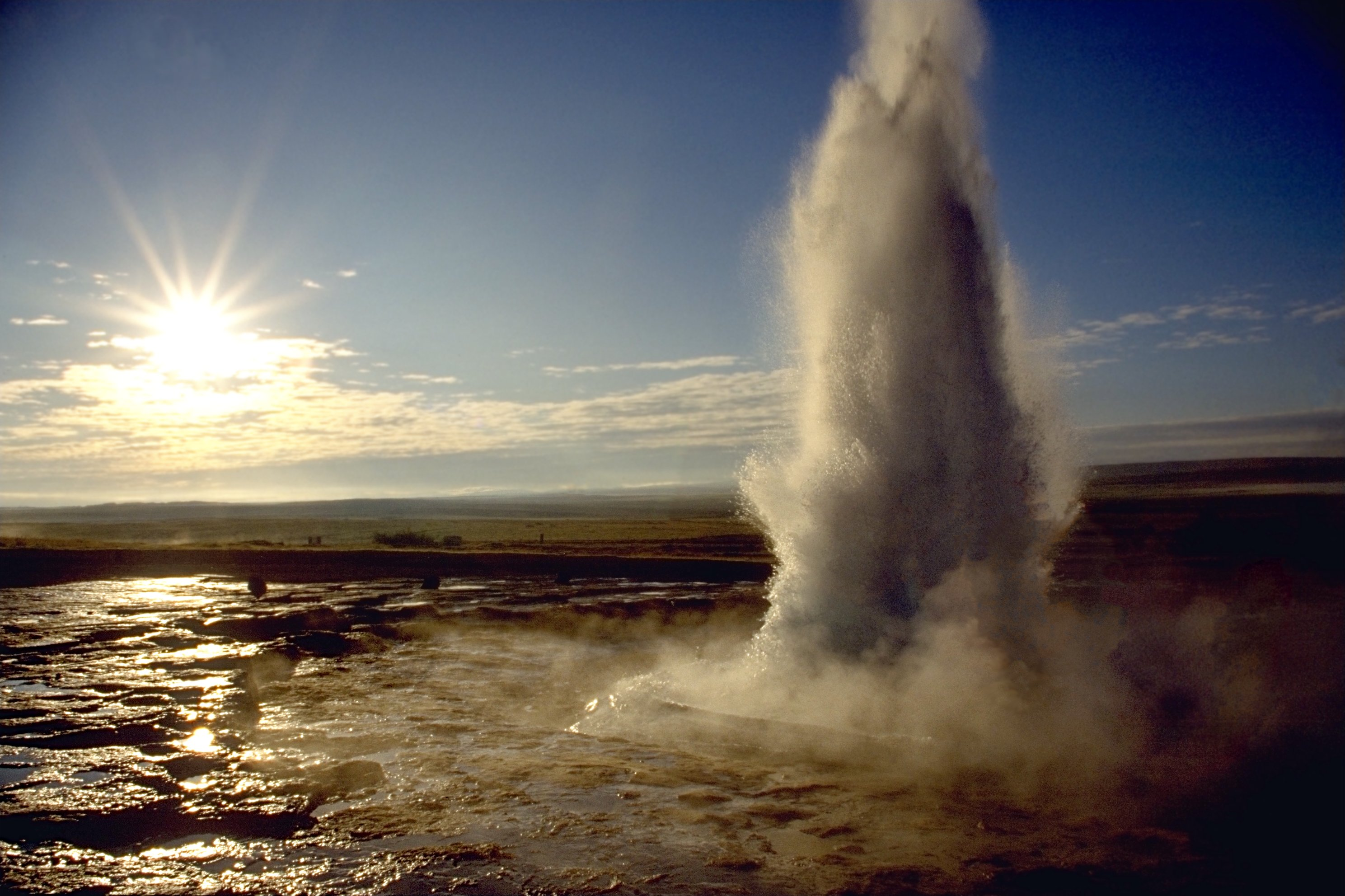
O gêiser de Strokkur

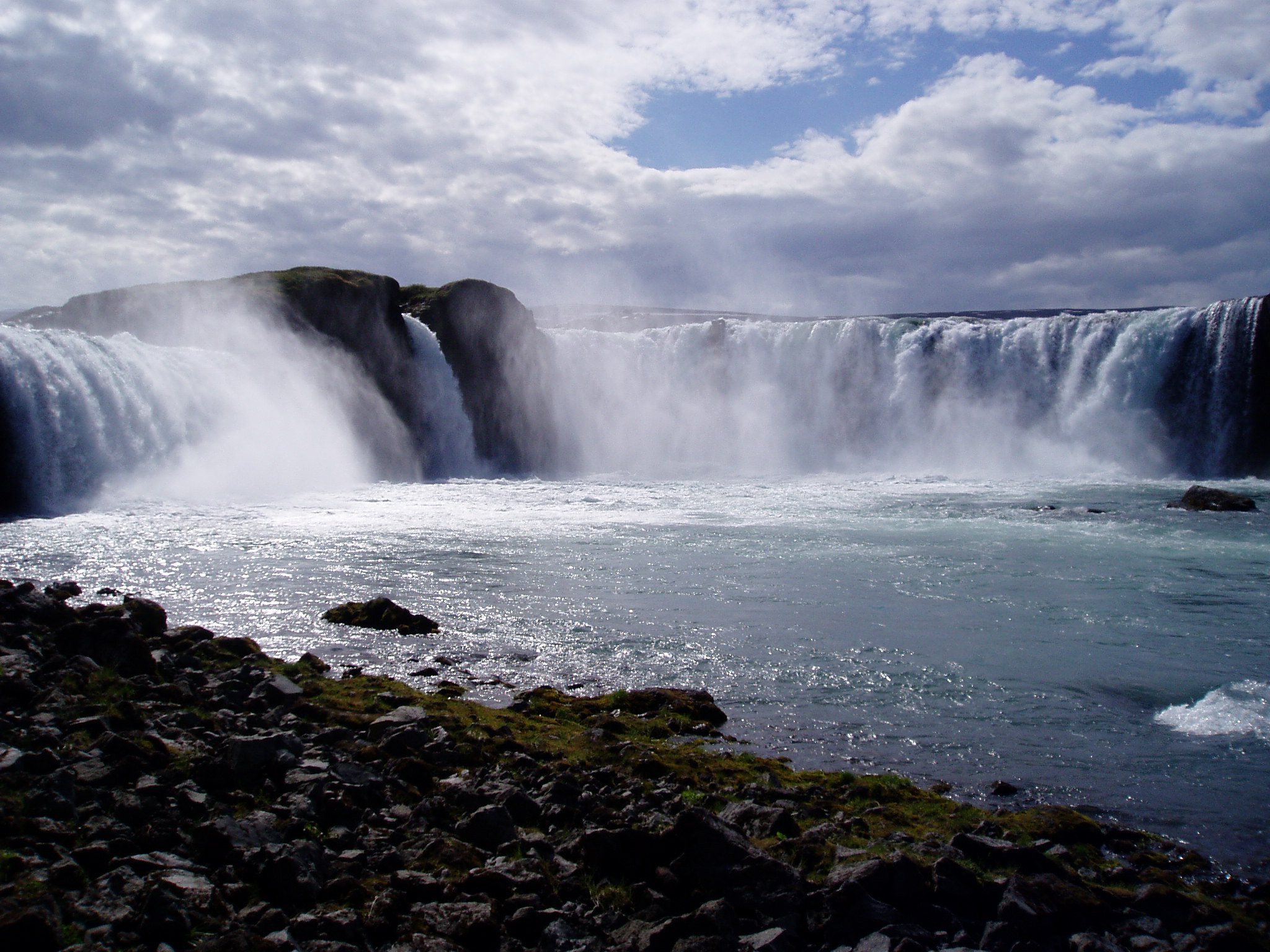
As cataratas de Godafoss

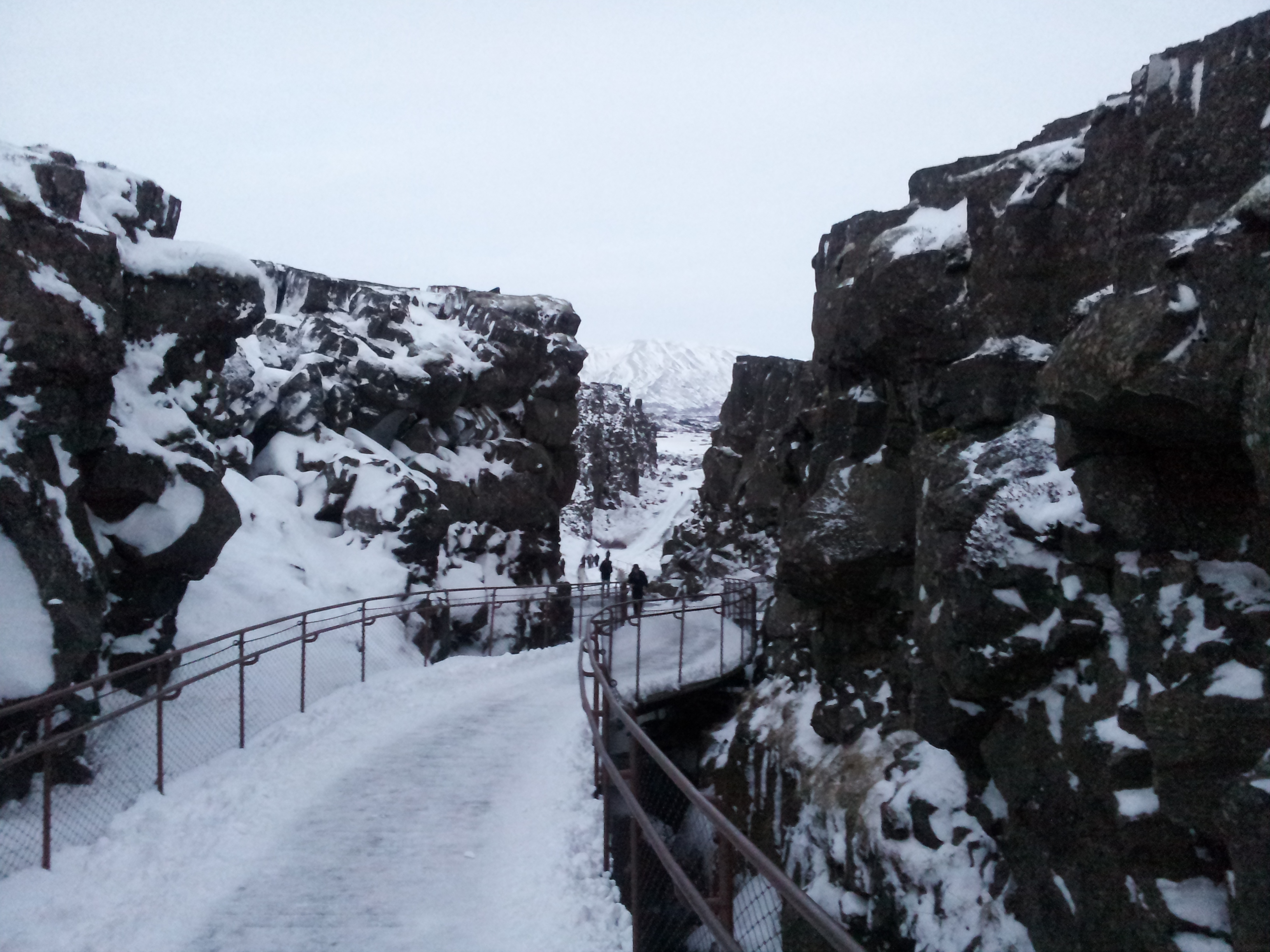
O Parque Nacional de Thingvellir

O turismo na Islândia cresceu consideravelmente em importância econômica nos últimos 15 anos. Em 2016, estima-se que a indústria do turismo contribuiu com cerca de 10% para o produto interno bruto (PIB) islandês sendo responsável por uma parcela de quase 30% da receita de exportação do país além de contribui diretamente com 6% da mão de obra na Islândia. O número de visitantes estrangeiros ultrapassou os 2 milhões pela primeira vez em 2017, um número 5,7% maior do que a própria população da Islândia, que é de 350 mil habitantes.
Os turistas provêm principalmente dos Estados Unidos, do Reino Unido, da Noruega, da Dinamarca, da Suécia, da Alemanha e da França. Uns 900 mil entram pelo aeroporto de Keflavík, e uns 100 mil chegam em navios de cruzeiro, principalmente a Reiquiavique e Akureyri.
Os principais locais visitados são a capital Reiquiavique, os gêiseres de Geysir e Strokkur, as cataratas de Gullfoss, a Lagoa Azul e o Parque Nacional de Thingvellir.
A estratégia a longo termo do turismo na Islândia aponta para um turismo sustentável, baseado nos atributos naturais e culturais do país.
Para além da natureza, com vulcões, gêiseres e desertos frios, muitos turistas buscam os fiordes, as geleiras e glaciares e os chamados ski resorts, assim como o ecoturismo, a equitação e a observação de baleias e de aves.

## Pontos turísticos
- Parque Nacional de Thingvellir
- Lagoa Azul - lagoa de banho perto de Reiquiavique
- Geysir - géiser perto de Reiquiavique
- Gullfoss - catarata no rio Hvítá
- Lago Mývatn - lago com muitas aves e atividade vulcânica
- Parque Nacional de Vatnajökull
- Parque Nacional Snæfellsjökull
- Falésias de Látrabjarg
- Termas de Landmannalaugar
- Jökulsárlón - lago gelado a sul do glaciar de Vatnajökull

## Pontos turísticos por região

As 8 Regiões da Islândia.

Höfuðborgarsvæði - Capital 

Suðurnes - Península do Sul 

Vesturland - Oeste 

Vestfirðir - Fiordes do Oeste  

Norðurland vestra - Noroeste 

Norðurland eystra - Nordeste 

Austurland - Leste  

Suðurland - Sul

### 1Höfuðborgarsvæði(Capital)
- Alþingi (Althingi)

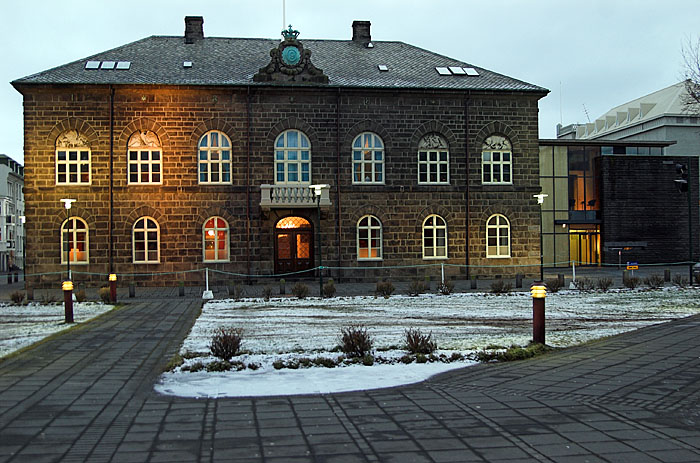
o parlamento da Islândia
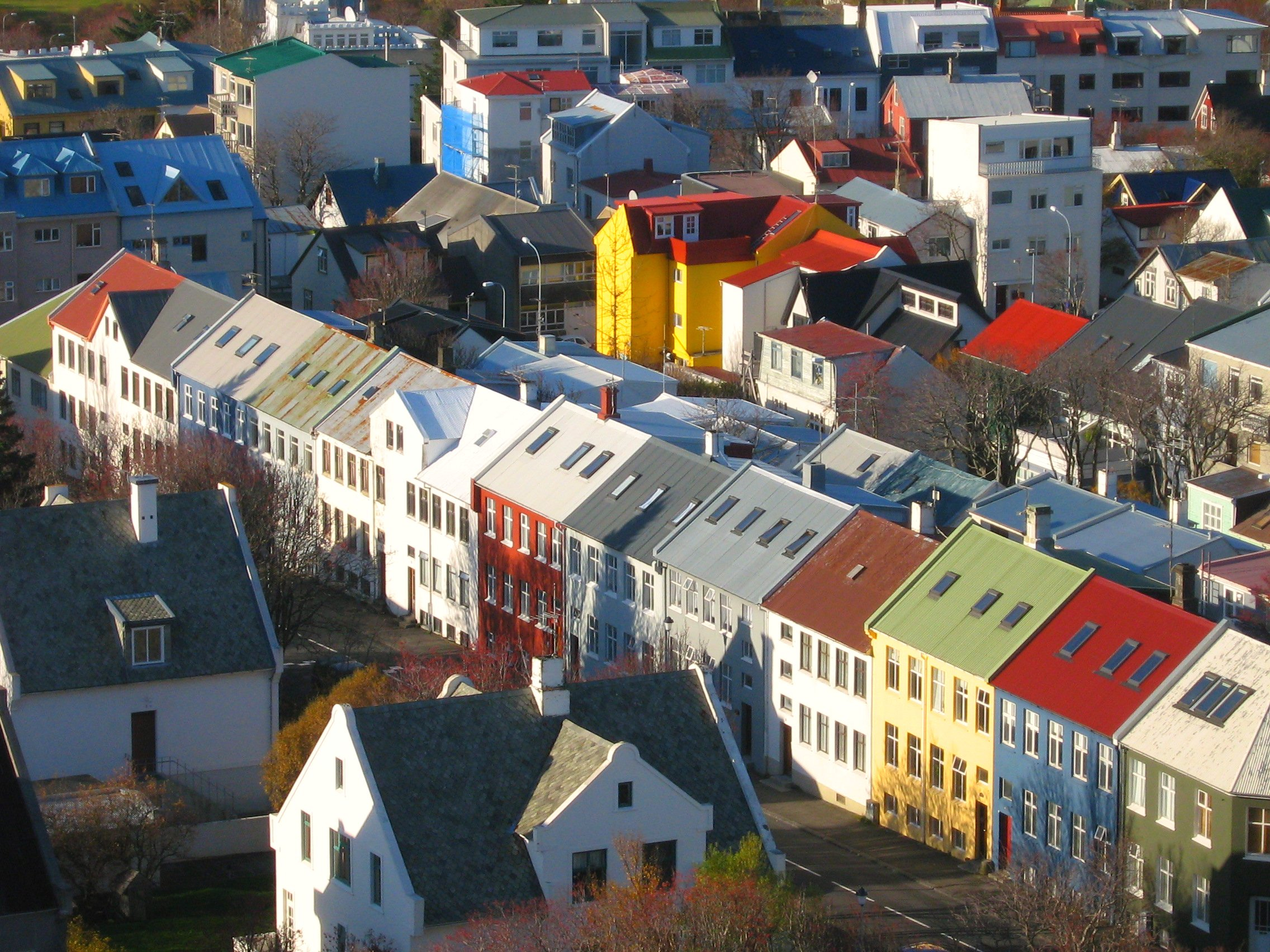
Casas do centro de Reiquiavique

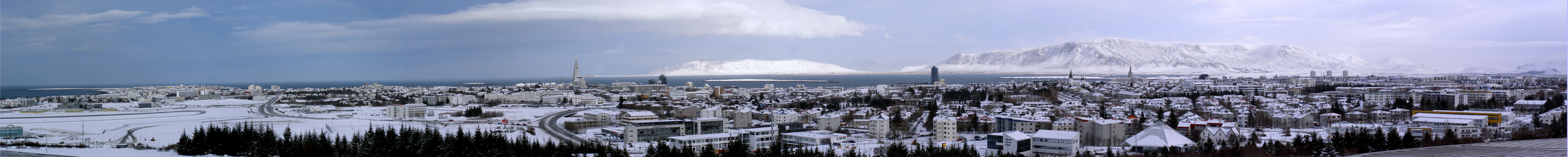
Vista panorâmica de Reiquiavique

### 2Suðurnes

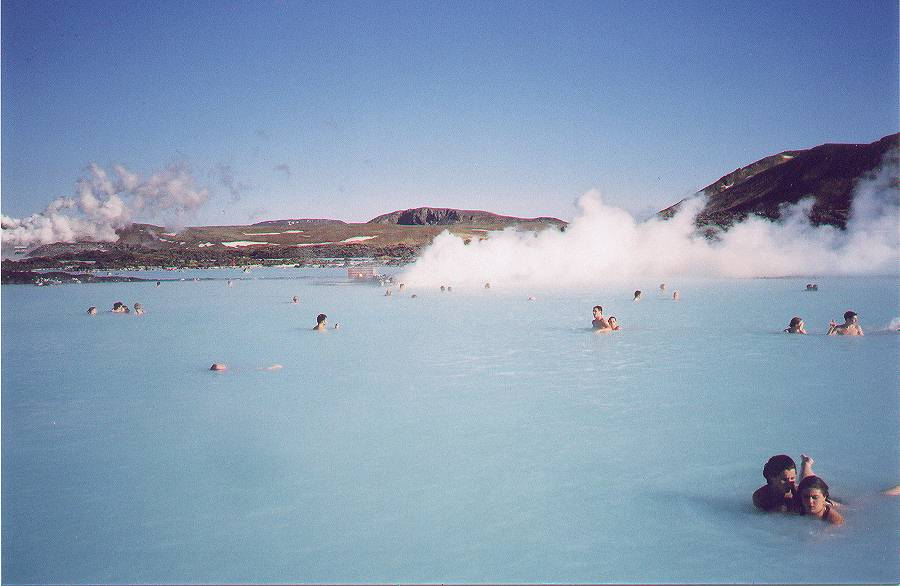
A Lagoa Azul
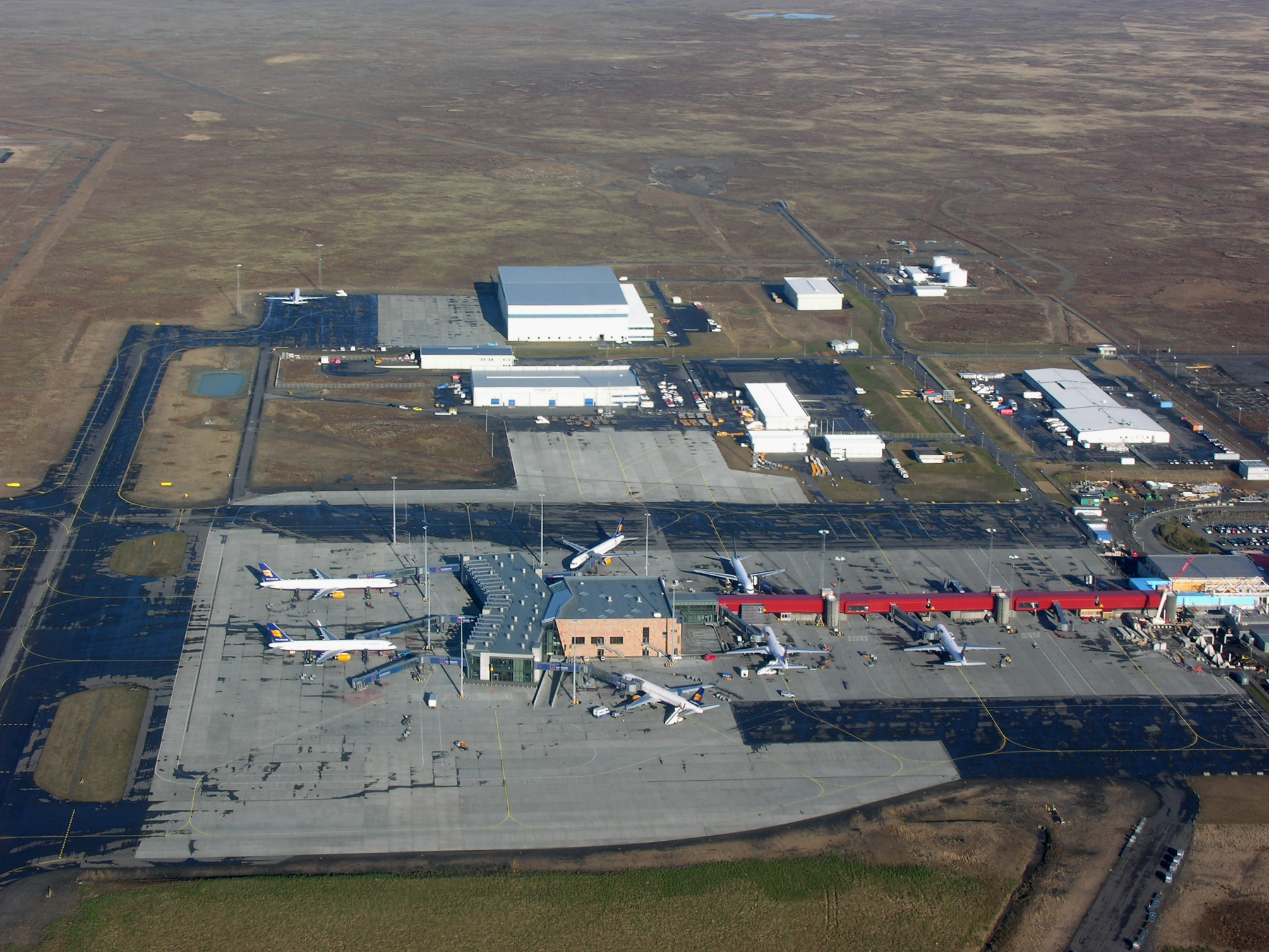
Aeroporto Internacional de Keflavík
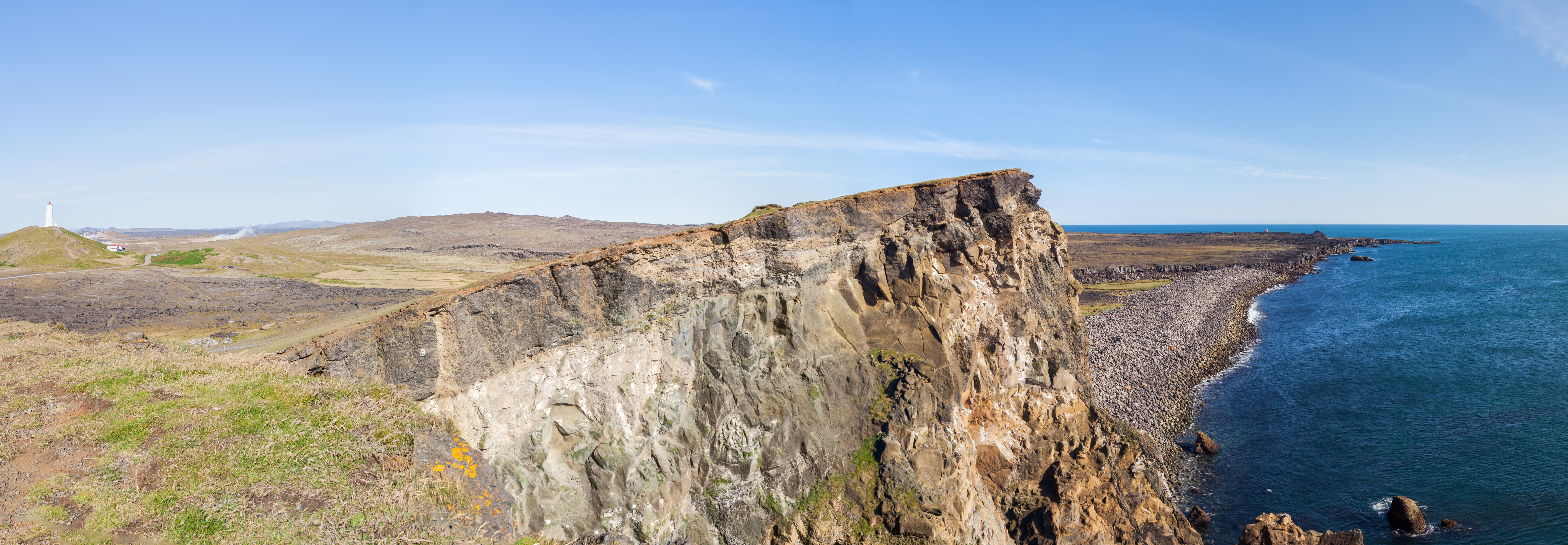
Península de Reykjanes

### 3Vesturland

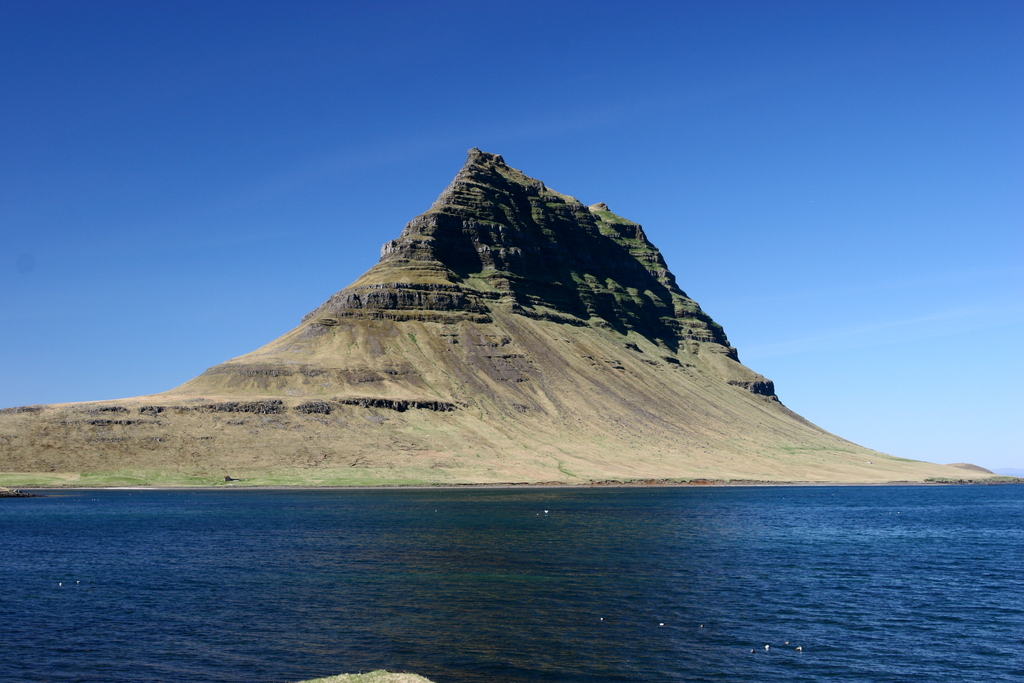
O monte Kirkjufell
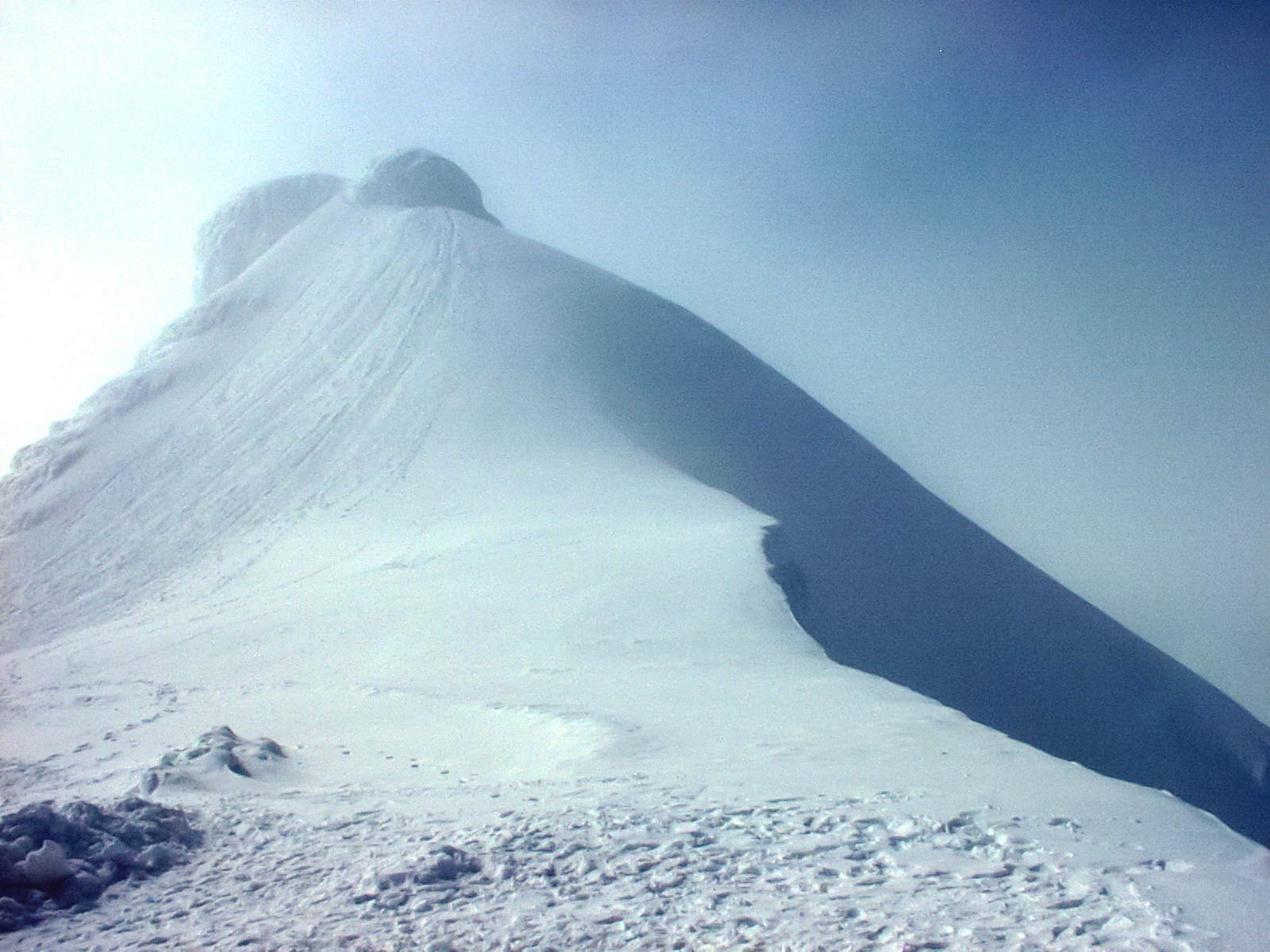
Parque Nacional Snæfellsjökull
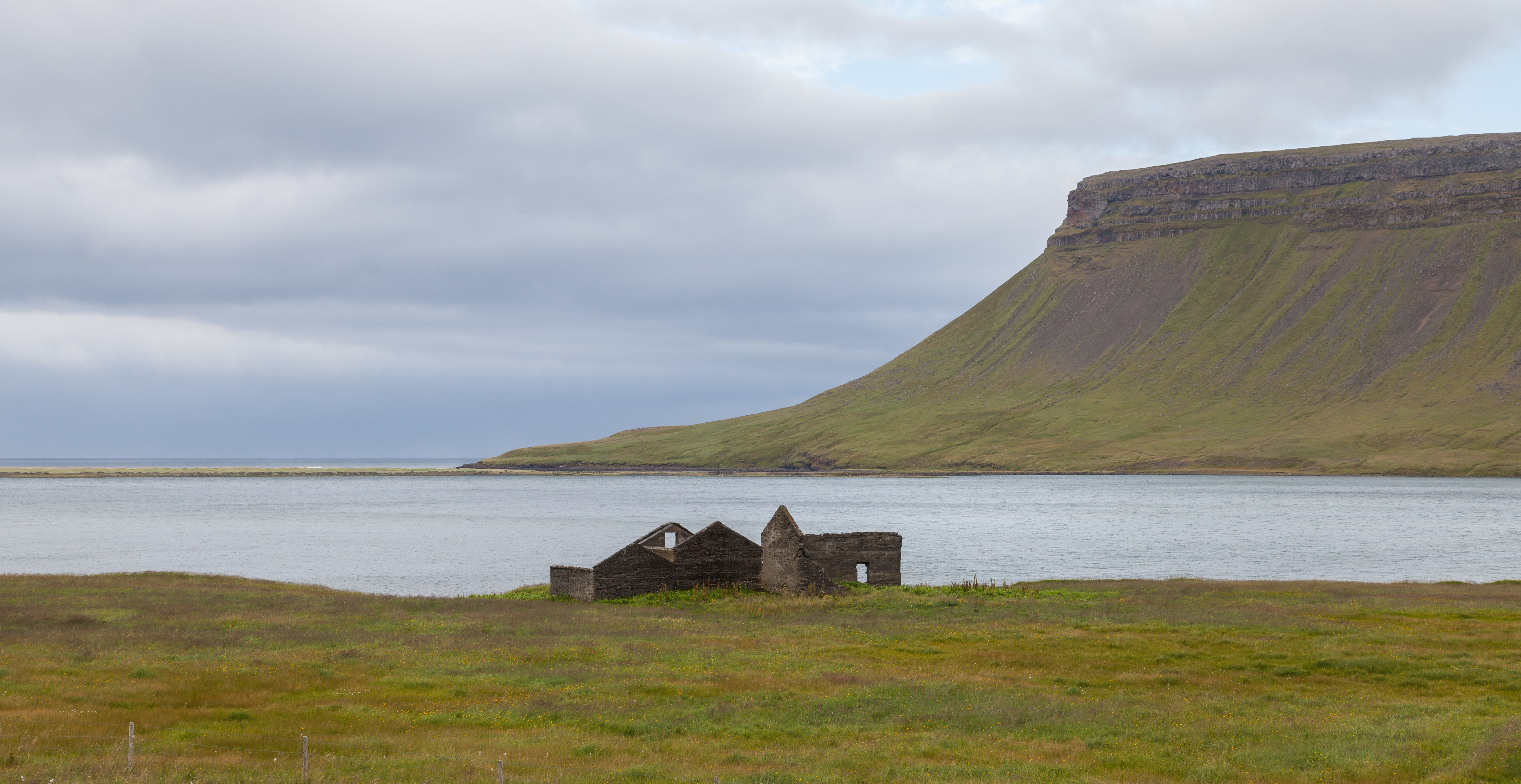
Búlandshöfði

### 4Vestfirðir

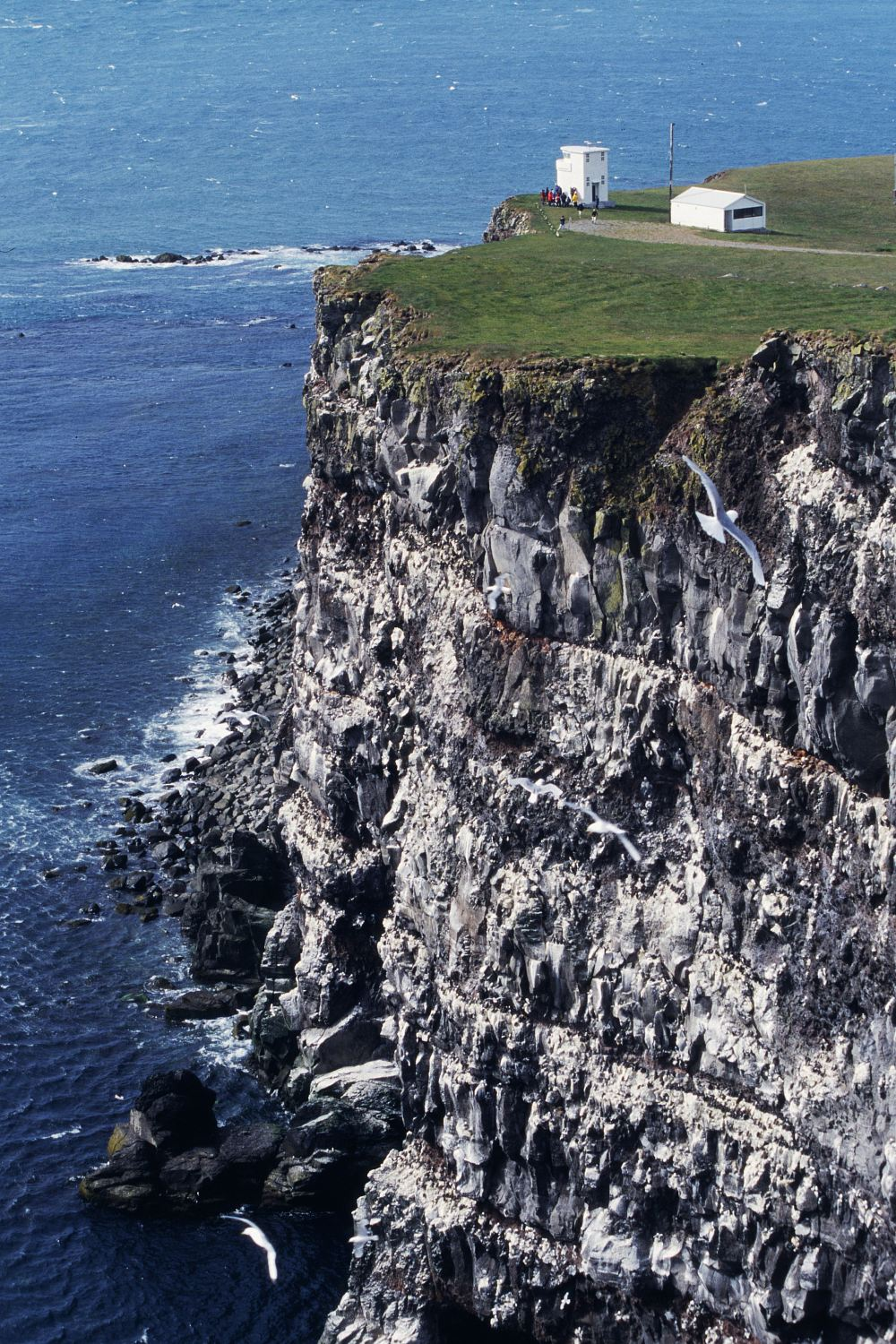
Falésias de Látrabjarg
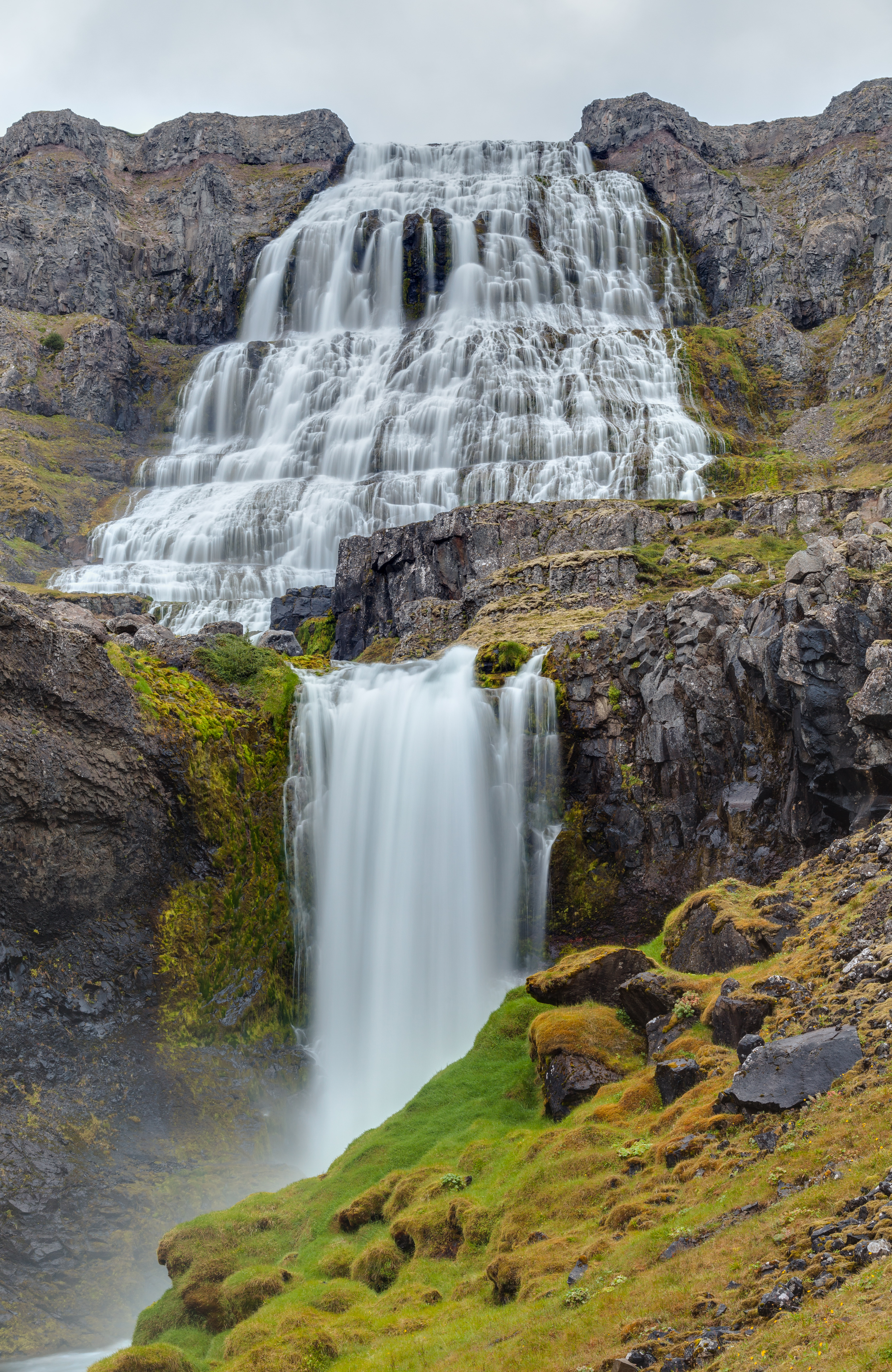
A cachoeira Dynjandi

### 5Norðurland vestra

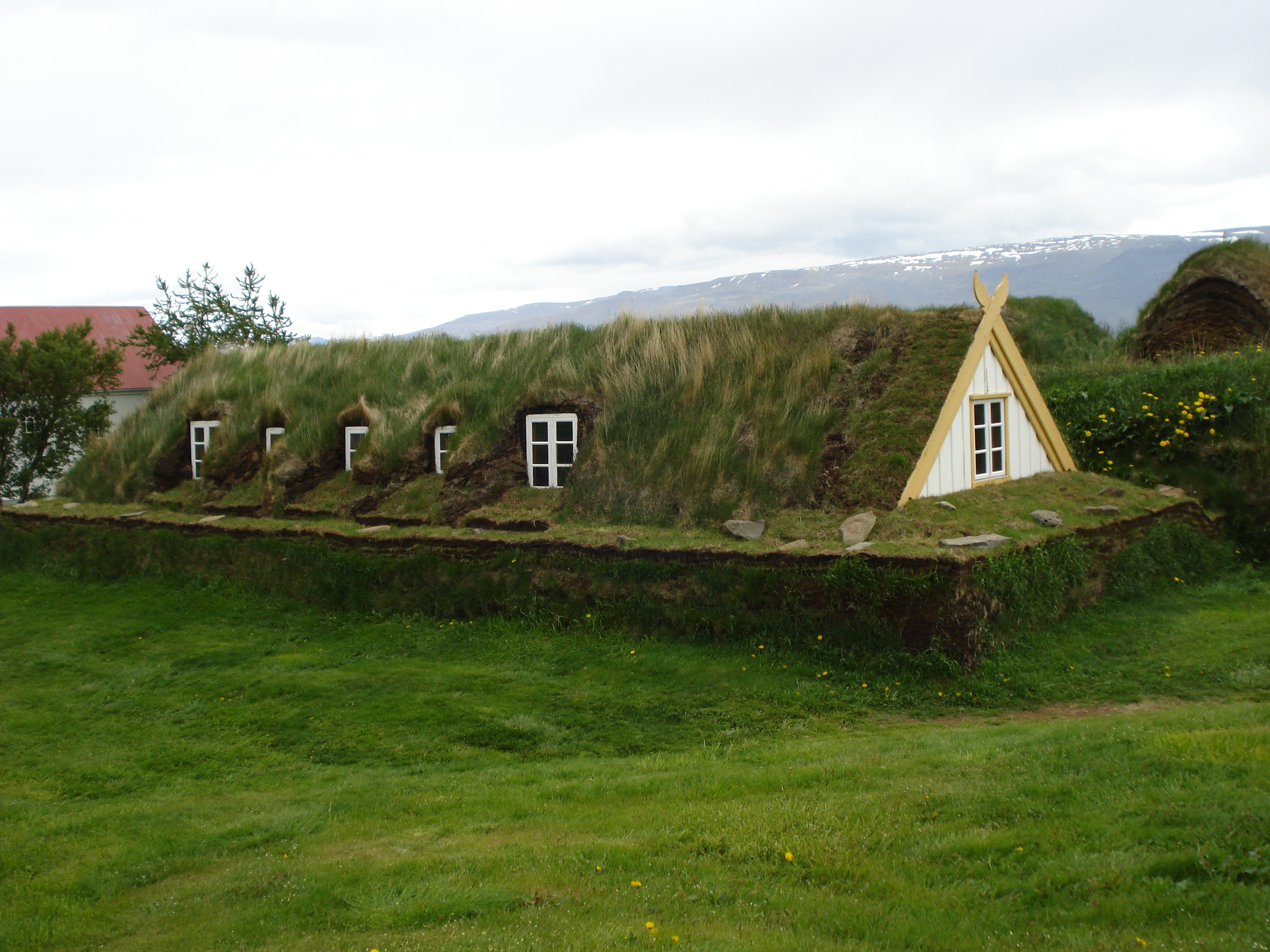
A propriedade agrícola de Glaumbær

### 6Norðurland eystra

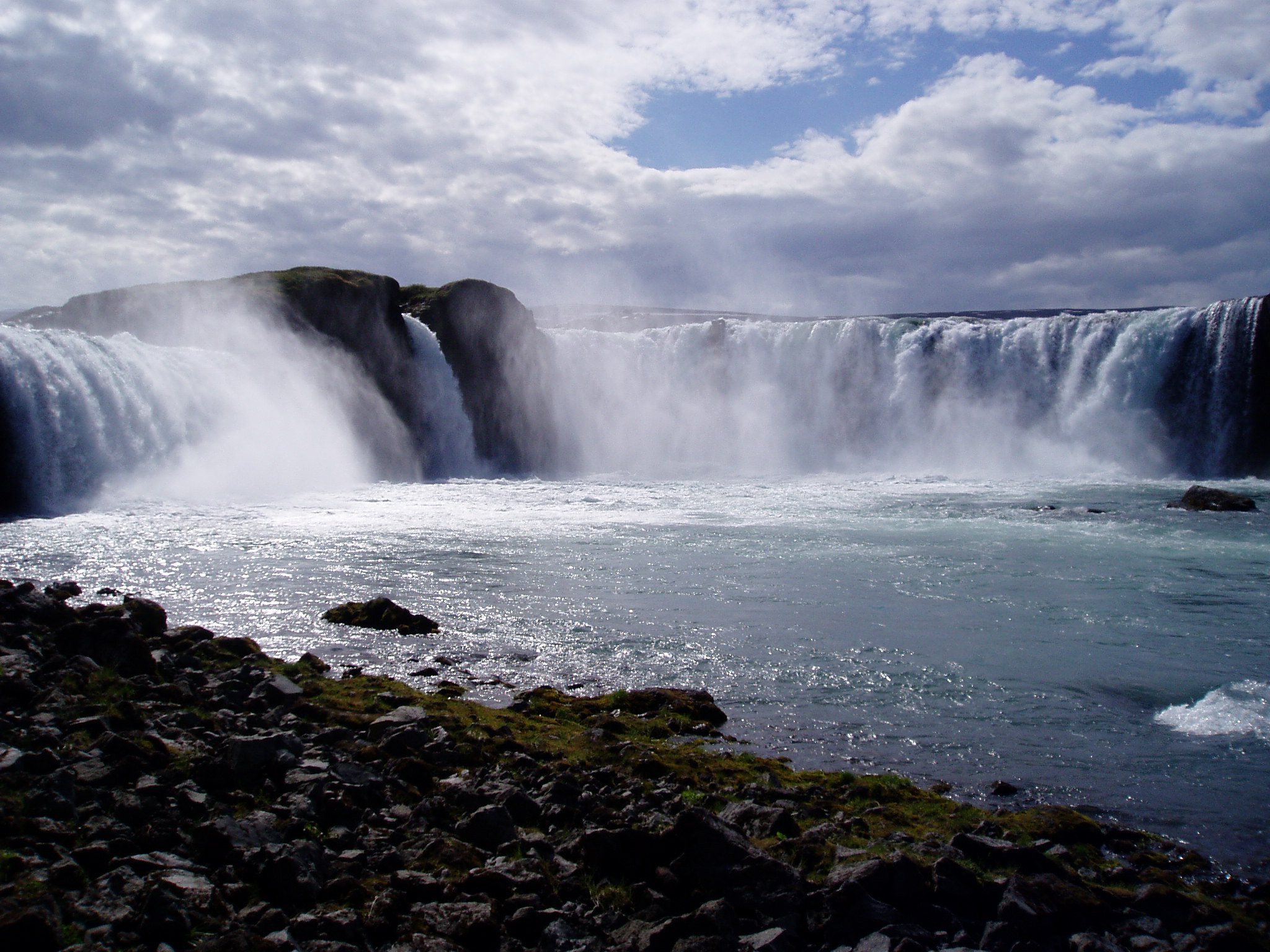
A catarata de Goðafoss
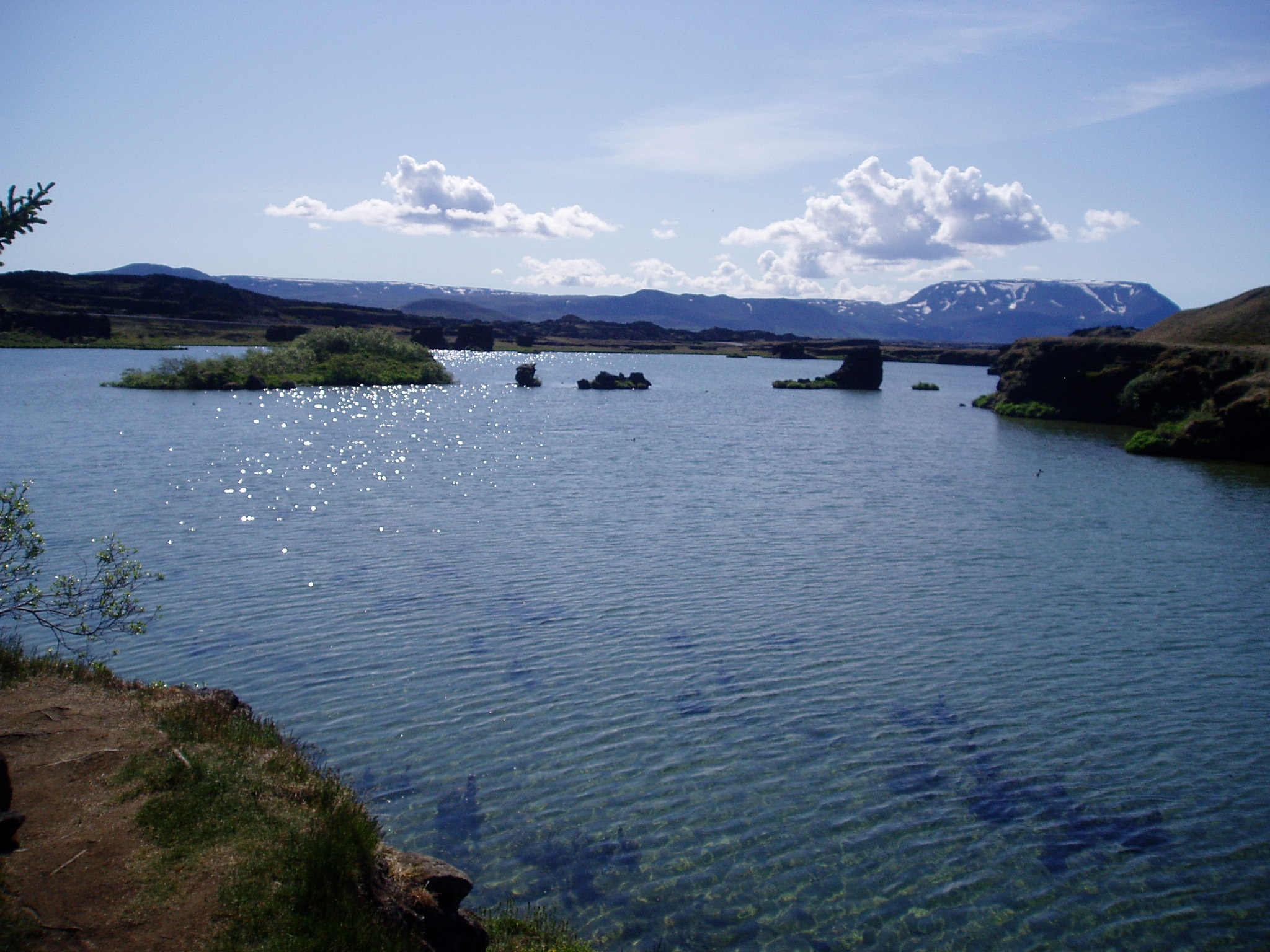
Lago Mývatn

### 7Austurland

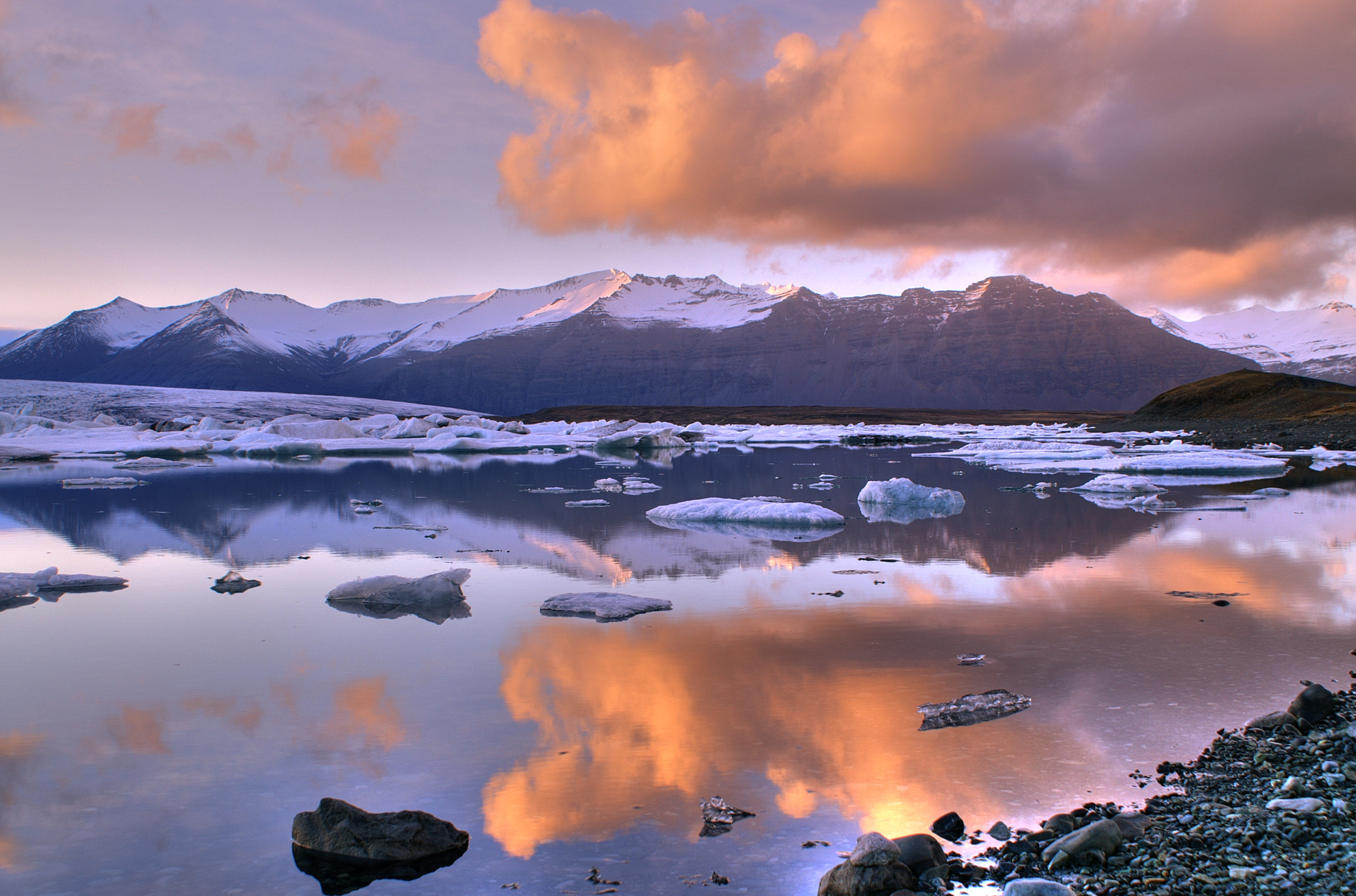
O lago glacial Jökulsárlón
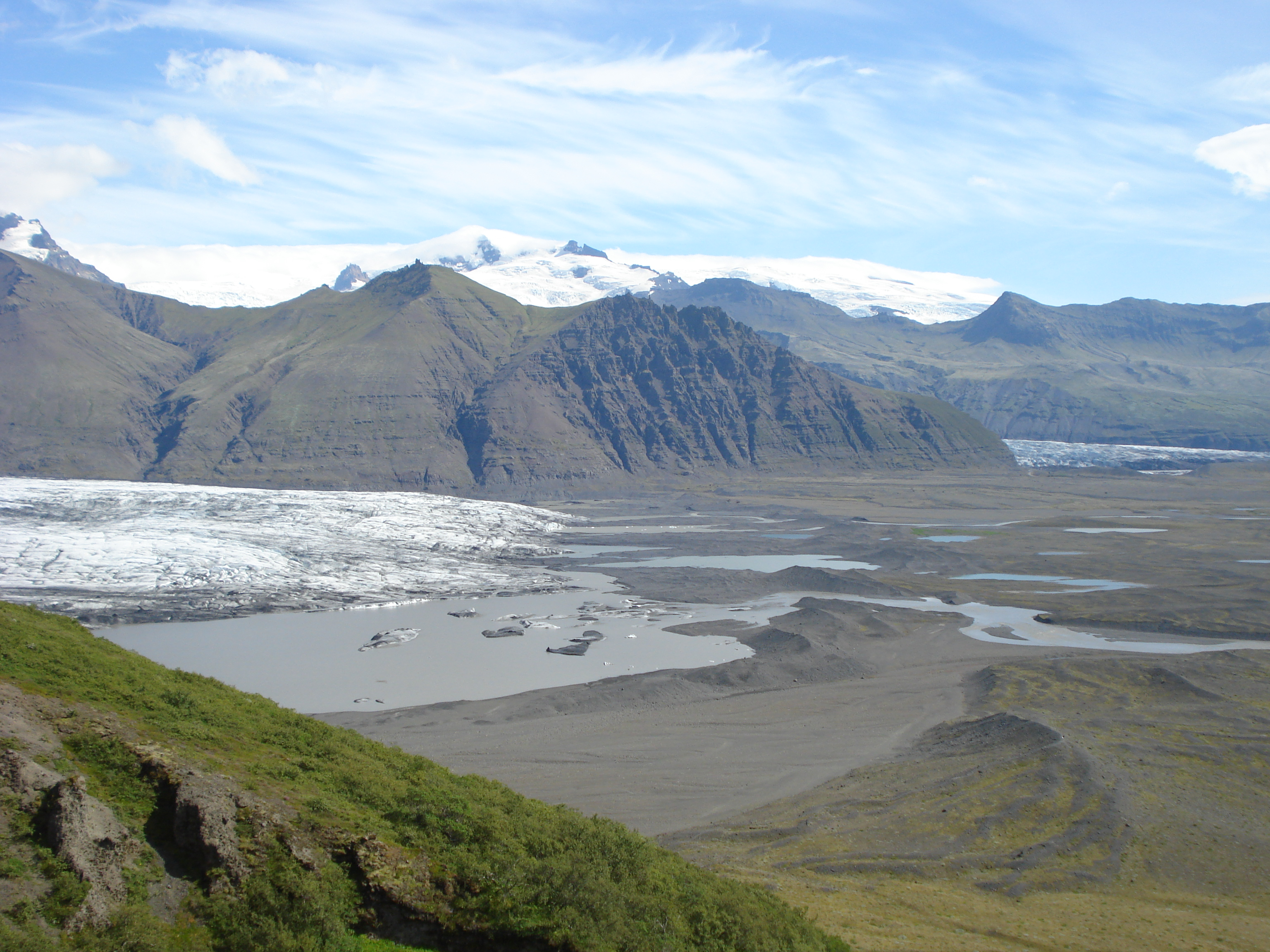
Parque Nacional de Vatnajökull

### 8Suðurland

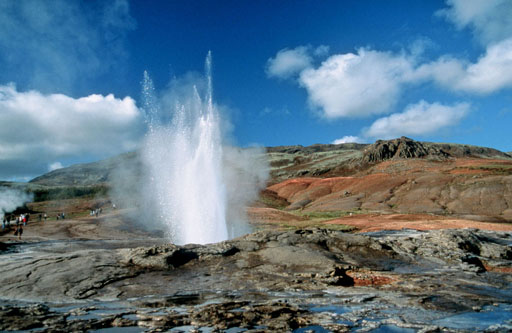
Geysir em Haukadalur
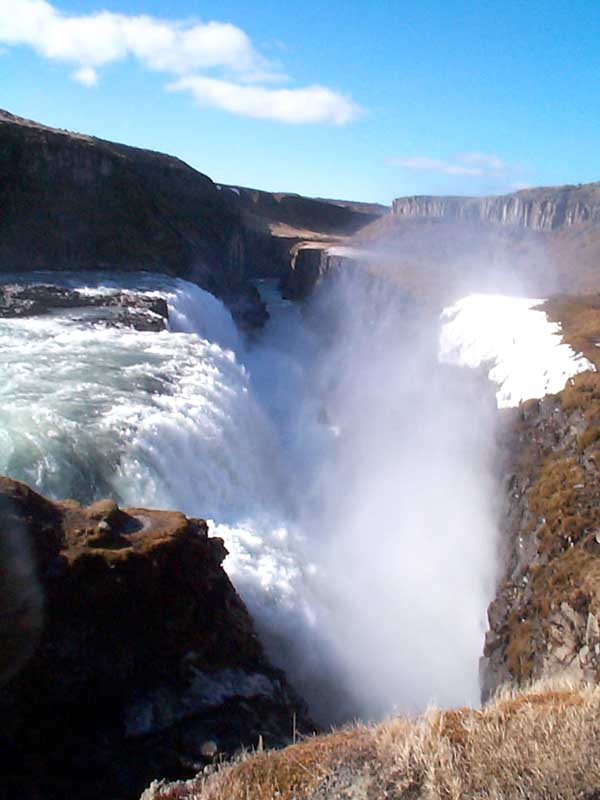
As cataratas de Gullfoss
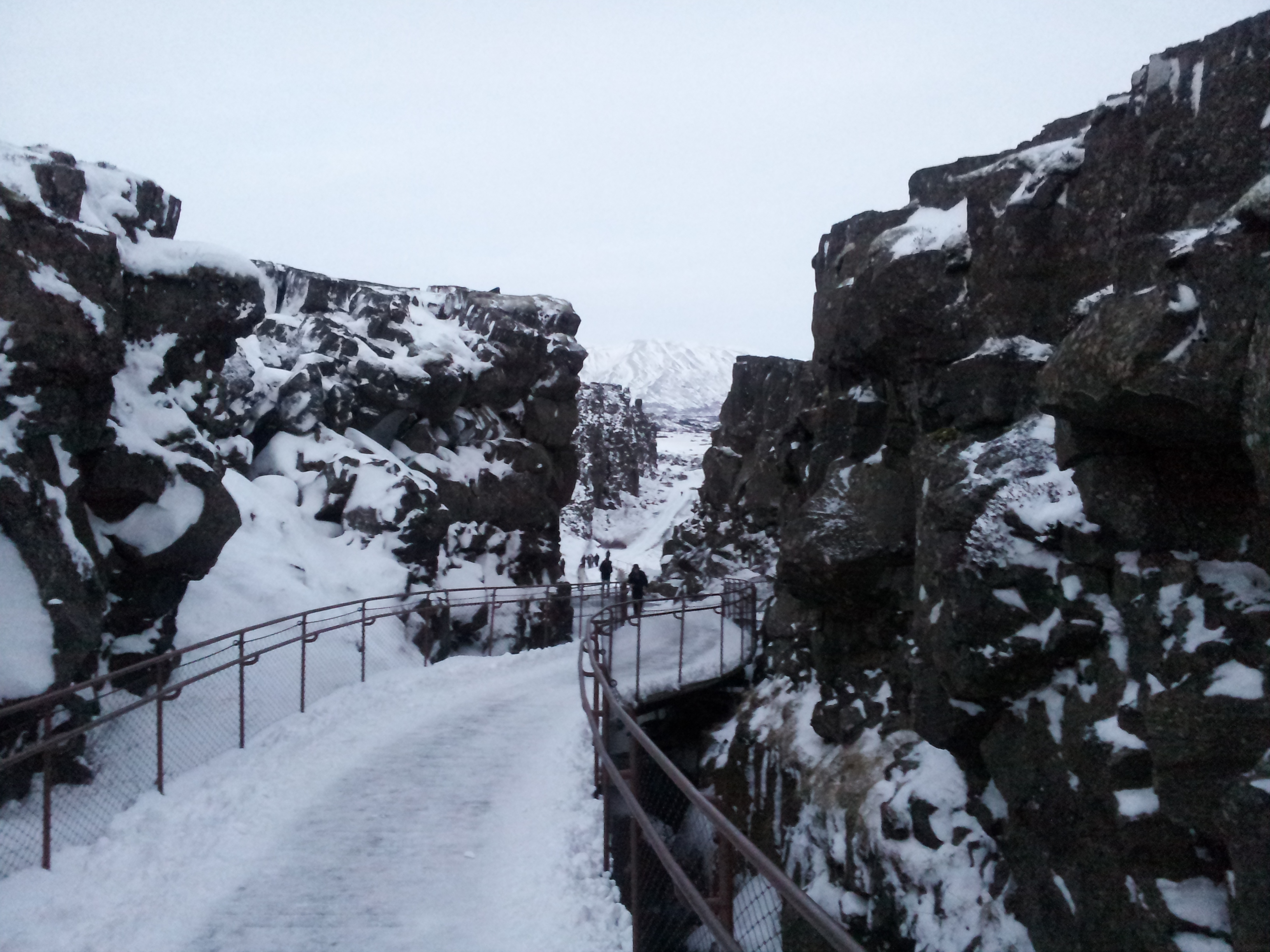
O Parque Nacional de Thingvellir
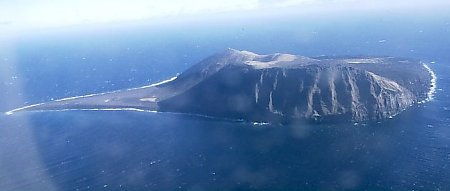
A ilha vulcânica de Surtsey
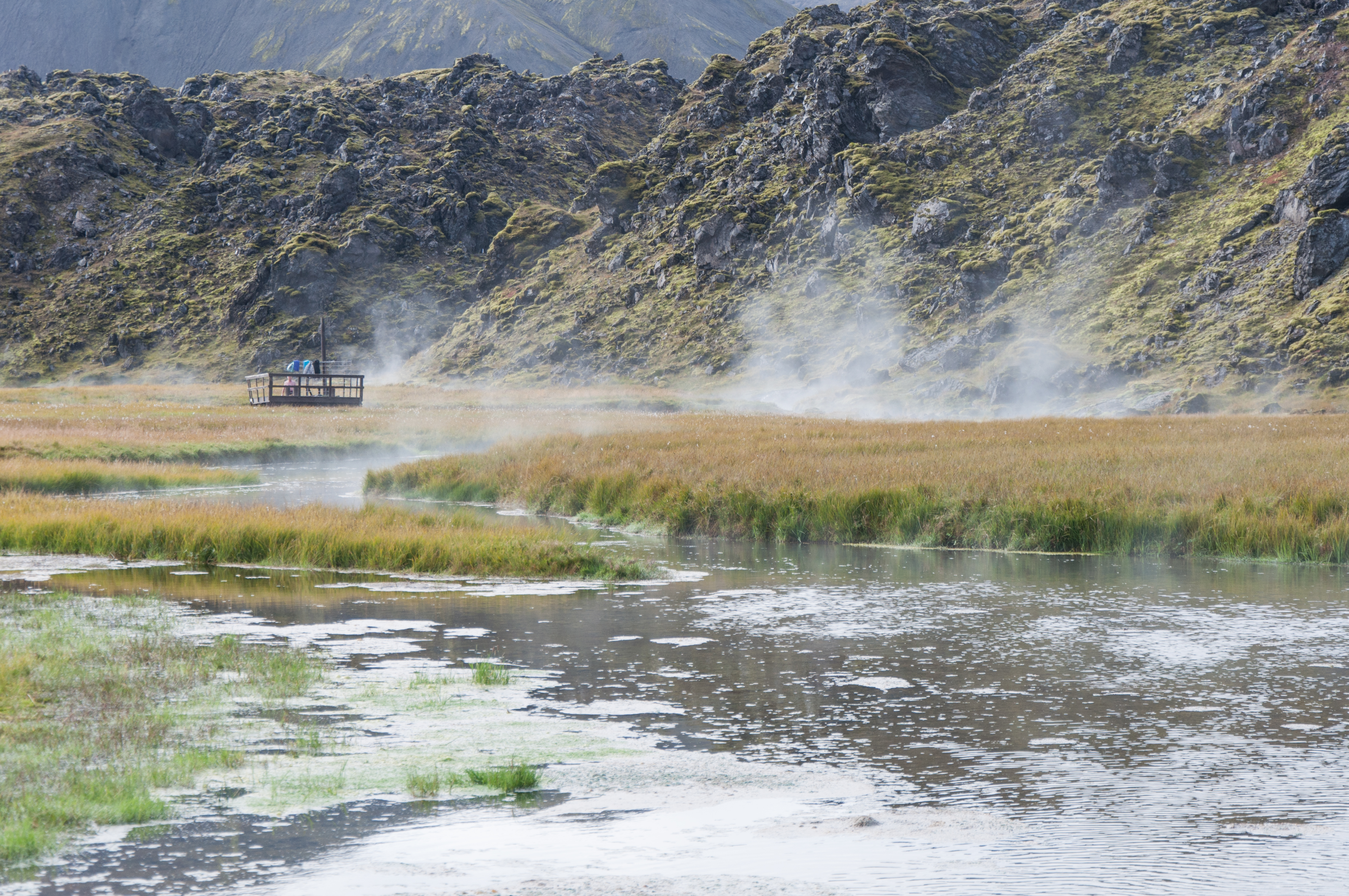
Landmannalaugar